# کولناگو
کولناگو (انگلیسی: Colnago) شرکت دوچرخه‌سازی ایتالیایی است، که در سال ۱۹۵۲ توسط ارنستو کولناگو تأسیس شد.